# Străteni, Botoșani
Străteni (până în 1942 Rușii-Străteni) este un sat în comuna Lozna din județul Botoșani, Moldova, România.